# Газовий режим шахти
Газовий режим шахти (рос.газовый режим шахты, англ. gas conditions of mine; нім. Gashaushalt m) — комплекс заходів, що проводяться на шахтах, небезпечних за газом (метаном, воднем, сірководнем), раптовими викидами і суфлярними виділеннями з метою попередження вибуху газу.
В Україні якщо на шахті хоча б в одній виробці виявлена присутність згаданих вище газів, то її відносять до небезпечних за газом або газових. Шахти, в яких виділяються рідкі або газоподібні вуглеводні (етан, бутан та інш.), відносять до небезпечних за нафтогазопроявами. Категорія шахти за газом встановлюється за найбільшим відносним газовмістом шахти, горизонту, пласта, крила, дільниці і виду виділення газу. В Україні за газовим фактором встановлено 5 категорій вугільних шахт і 4 — рудних.

## Категорії шахт за газом
Вугільні шахти поділяються на категорії за рівнем відносного метановиділення на 1 т добового видобутку, м³:
- І — до 5 м³/т;
- ІІ — 5—10 м³/т;
- ІІІ — 10—15 м³/т;
- Надкатегорійні — понад 15 м³/т; шахти, небезпечні за суфлярними виділеннями;
- Небезпечні за раптовими викидами — шахти, що розробляють пласти, небезпечні за раптовими викидами вугілля, газу, породи.

## Рудні і нерудні шахти
Метан, водень на 1 м3 добового видобутку в масиві, м³:
- І — до 7 м³/т;
- ІІ — 7—14 м³/т;
- ІІІ — 14—21 м³/т;
- Надкатегорійні — понад 21 м³/т; шахти, що розробляють пласти, небезпечні за викидами і суфлярами.

За кордоном в деяких країнах (наприклад, в США) газові шахти не діляться на категорії, в інших країнах встановлені 3 категорії; у Франції газові шахти розділяються на слабко- і сильногазові, в окрему категорію виділяються шахти, пласти і ділянки, небезпечні за викидами газу. У Бельгії газові шахти поділяються на слабкогазові, газові і небезпечні за раптовими викидами. В Росії та Грузії поділ шахт за газовим фактором аналогічний українському.